# بخش باتلر (شهرستان کلمبیانا، اوهایو)
بخش باتلر (به انگلیسی: Butler Township) یک منطقهٔ مسکونی در ایالات متحده آمریکا است که در شهرستان کلمبیانا، اوهایو واقع شده‌است.
 بخش باتلر ۸۵٫۳ کیلومتر مربع مساحت و ۳٬۶۱۴ نفر جمعیت دارد و ۳۹۵ متر بالاتر از سطح دریا واقع شده‌است.